# Bank Narodowy Rumunii
Bank Narodowy Rumunii (rum. Banca Națională a României, BNR) – rumuński bank centralny z siedzibą w Bukareszcie.
Podstawowym celem działalności Banku Narodowego Rumunii (BNR) jest utrzymanie stabilnego poziomu cen. Bankowi przysługuje wyłączne prawo emitowania znaków pieniężnych Rumunii. Do zadań banku należy: prowadzenie polityki pieniężnej i walutowej, sprawowanie funkcji nadzoru bankowego i regulowanie działalności na rynku bankowym w celu zapewnienia stabilności finansowej, prowadzenie gospodarki rezerwami dewizowymi państwa, prowadzenie bankowej obsługi budżetu państwa.

## Historia
Bank został powołany do życia 17 kwietnia 1880 roku jako element solidnego systemu kredytowego do rumuńskiej gospodarki. Kapitał założycielski banku wyniósł 30 milionów lejów, przy czym 1/3 wniósł skarb państwa. Pierwszym prezesem Banku został ówczesny minister finansów Ion Campineanu (1841–1888), choć de facto założycielem Banku był ekonomista Eugeniu Carada (1836–1910).
W grudniu 1880 roku państwo wycofało swoje udziały, a bank stał się uprzywilejowaną jednostką prywatną – otrzymał prawo emisji waluty najpierw do 31 grudnia 1920 roku, a następnie do 31 grudnia 1930 roku.
Z uwagi na działania wojenne, Bank został przeniesiony z Bukaresztu do Jassów w listopadzie 1916 roku – niemiecka administracja wojskowa zajęła biura i aktywa Banku w Bukareszcie. Bank wrócił do Bukaresztu, wraz z innymi organami administracji i rządu, 1 grudnia 1918 roku. W 1925 roku Bank został przeorganizowany, przywilej emisji waluty został przedłużony o 30 lat, kapitał podwyższony do 100 milionów i państwo wróciło jako udziałowiec.
Po objęciu władzy przez komunistów, wszystkie banki zostały znacjonalizowane i scentralizowane – utrzymano jedynie Bank Narodowy Rumunii i tzw. Dom Oszczędności.
W 1990 roku Bank powrócił do funkcji banku centralnego w gospodarce rynkowej.
Po akcesji Rumunii do Unii Europejskiej 1 stycznia 2007 roku, Bank stał się częścią Europejskiego Systemu Banków Centralnych.
Bank mieści się w kilku zabytkowych gmachach: przy ulicy Lipscani 25 – gmach eklektyczny według projektu Cassiena Bernarda i Alberta Gallerona wzniesiony w 1882–1889, przy Doamnei 8 – neoklasyczny budynek wzniesiony pod kierunkiem Iona Davidescu w latach 1938–1950 oraz przy Lipscani 8.

## Organizacja

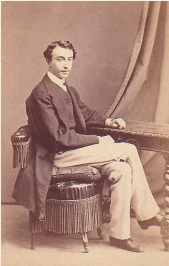
Ion I. Câmpineanu – pierwszy prezes BNR

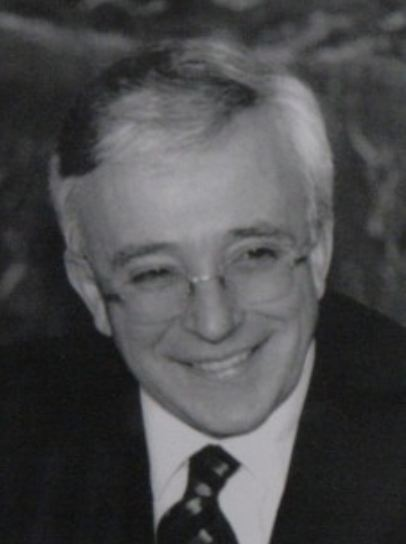
Mugur Isărescu – prezes BNR

Ustawowym organem Banku jest Rada Dyrektorów. Rada Dyrektorów składa się z 9 członków wybieranych przez Parlament na okres 5 lat: Prezesa Banku, jego 3 zastępców oraz 5 członków Rady. Prezesem Banku Narodowego Rumunii jest Mugur Isărescu. Członkami Rady nie mogą być parlamentarzyści, członkowie partii politycznych, pracownicy sądownictwa i służby cywilnej.
Rada prowadzi politykę Banku a decyzje operacyjne podejmowane są przez cztery komisje: ds. polityki monetarnej, ds. nadzoru, ds. zarządzania rezerwami i ds. audytu.

### Skład Rady Dyrektorów Banku Narodowego Rumunii
Lista podana za informacjami na stronie internetowej BNR w dniu 6 maja 2015:
- Mugur Isărescu – prezes BNR
- Florin Georgescu – pierwszy zastępca prezesa
- Bogdan Olteanu – zastępca prezesa
- Liviu Voinea – zastępca prezesa
- Marin Dinu
- Daniel Dăianu
- Gheorghe Gherghina
- Ágnes Nagy
- Virgiliu Stoenescu

## Działalność

### Funkcje podstawowe
- Bank emisyjny – Bank Narodowy Rumunii ma wyłączne prawo emitowania znaków pieniężnych będących prawnym środkiem płatniczym w Rumunii[3].

- Polityka pieniężna – głównym celem Banku Narodowego Rumunii jest takie prowadzanie polityki monetarnej, by zapewnić stabilność cen. Bank opiera swą politykę na bezpośrednich celach inflacyjnych, wyznaczanych rocznie z zakresem tolerancji +/− 1 punkt procentowy[5]. Od 2013 obowiązujący cel to inflacja na poziomie 2.5% +/− 1 punkt procentowy[9].

- Centralny bank państwa – Bank Narodowy Rumunii prowadzi obsługę bankową budżetu państwa, prowadzi rachunki bankowe rządu oraz realizuje ich zlecenia płatnicze[5]. Do zadań banku należy także prowadzenie gospodarki rezerwami dewizowymi oraz prowadzenie działalności dewizowej[5].

- Nadzór finansowy – Bank Narodowy Rumunii odpowiada za nadzór sektora bankowego[5].

### Pozostała działalność
- Działalność statystyczna. W ramach działalności statystycznej Bank zbiera, przetwarza i publikuje m.in. dane dotyczące bilansu płatniczego i międzynarodowej pozycji inwestycyjnej, a także statystyki pieniężne i bankowe[10][11].
- Analizy i badania ekonomiczne. Bank prowadzi i wspiera działalność analityczną i badawczą w zakresie szeroko rozumianej ekonomii i finansów. Wyniki tej działalności publikowane są m.in. w następujących opracowaniach[11]:
  - „Financial Stability Report” – publikacja roczna
  - „Occasional papers”– seria wydawnicza

- Od 1972 roku Bank reprezentuje Rumunię w MFW[5].

- Pod skrzydłami Banku działa muzeum i biblioteka[5].